# Nowy cmentarz żydowski w Jeleniej Górze
Nowy cmentarz żydowski w Jeleniej Górze – został założony w 1879 roku. Znajduje się przy ul. Sudeckiej. W 1910 roku jego teren został powiększony. Ma powierzchnię 0,53 ha. W okresie III Rzeszy uniknął dewastacji, która jednak nie ominęła go w latach powojennych. Po roku 1945 na terenie cmentarza odbyło się tylko kilka pochówków. W latach 1960. na terenie cmentarza istniał jeszcze dom pogrzebowy oraz ogrodzenie. W roku 1974 władze podjęły decyzję o zamknięciu cmentarza. Na jego części na przełomie lat osiemdziesiątych i dziewięćdziesiątych XX wieku wzniesiono hotel. W wyniku dewastacji do dzisiaj zachowało się zaledwie kilka zniszczonych nagrobków.